# Géna
Géna (em grego: Γέννα) é uma vila cretense da unidade regional de Retimno, no município de Amári, na unidade municipal de Sivrítos. Segundo censo de 2011, têm 36 habitantes. Está situada a uma altitude de 430 metros, e próxima a ela estão a vila de Agía Foteiní e a antiga cidade de Sívritos. Além disso, numa região conhecida como Cardamiana está a chamada "Oliveira de Géna", uma oliveira reconhecida como patrimônio natural pela Associação de Municipalidades Cretenses das Olivas.